# Philip Marlowe – privatdeckare
Philip Marlowe – privatdeckare (engelska: Philip Marlowe, Private Eye) är en amerikansk deckarserie som sändes av HBO mellan 1983 och 1986.
Serien hade svensk premiär på SVT i oktober 1984.

## Handling
Serien bygger på Raymond Chandlers romaner om privatdetektiven Philip Marlowe som löser brott i 1930-talets Los Angeles.

## Rollista i urval
- Powers Boothe – Philip Marlowe
- Kathryn Leigh Scott – Annie Riordan
- Billy Kearns - Lt Victor Magee